# Бергенев, Адылгазы Садвокасович
Адылгазы Садвокасович Бергенев (каз. Әділғазы Сәдуақасұлы Бергенев; род. 15 мая 1958, Шелехово, Бородулихинский район, Семипалатинская область) — аким (глава) Восточно-Казахстанской области в 2008—2009 годах.

## Образование
- В 1976 году окончил Семипалатинский финансово-экономический техникум,
- В 1987 году — Семипалатинский зоотехническо-ветеринарный институт.

## Биография
- В 1978 году — налоговый инспектор Бородулихинского района Семипалатинской области;
- С 1978 по 1981 год — инструктор организационного отдела Бородулихинского райисполкома Семипалатинской области;
- С 1981 по 1983 год — председатель исполкома Орловского сельского Совета народных депутатов Бородулихинского района Семипалатинской области;
- С 1983 по 1984 год — заведующий организационным отделом Бородулихиснкого райисполкома Семипалатинской области;
- С 1984 по 1986 год — инструктор отдела сельского хозяйства Бородулихинского райкома Компартии Казахстана Семипалатинской области;
- С 1986 по 1990 год — секретарь партийной организации колхоза имени Пушкина Бородулихинского района Семипалатиснкой области;
- С 1990 по 1991 год — главный налоговый инспектор налоговой инспекции по Бородулихинскому району Семипалатинской области;
- С 1991 по 1994 год — начальник налоговой инспекции по Бородулихинскому району Семипалатинской области;
- С 1994 по 1995 год — первый заместитель начальника налоговой инспекции по Семипалатинской области;
- С 1995 по 1997 год — начальник областного управления налоговой полиции по Семипалатинской области;
- В 1997 году — первый заместитель акима Семипалатинской области, и. о. акима Семипалатинской области;
- С 1997 по 1998 год — первый заместитель акима Восточно-Казахстанской области;
- В 1998 году — аким города Семипалатинска Восточно-Казахстанской области;
- С 1998 по 1999 год — государственный инспектор организационно-контрольного отдела Администрации Президента Республики Казахстан;
- С 1999 по 2003 год — заместитель акима Восточно-Казахстанской области;
- С 2003 по 2007 год — государственный инспектор отдела государственного контроля и организационной работы Администрации Президента Республики Казахстан;
- С 2007 по 2008 год — первый заместитель акима Восточно-Казахстанской области;
- С 2008 по 2009 год — аким Восточно-Казахстанской области;
- С 2017 по 2022 год — член Счётного комитета по контролю за исполнением республиканского бюджета[2]

## Награды
- медаль «Ерен еңбегі үшін» (12 декабря 2005)
- юбилейная медаль «10 лет Астане» (июнь 2008)